# لشکر ۸۲ام هوابرد

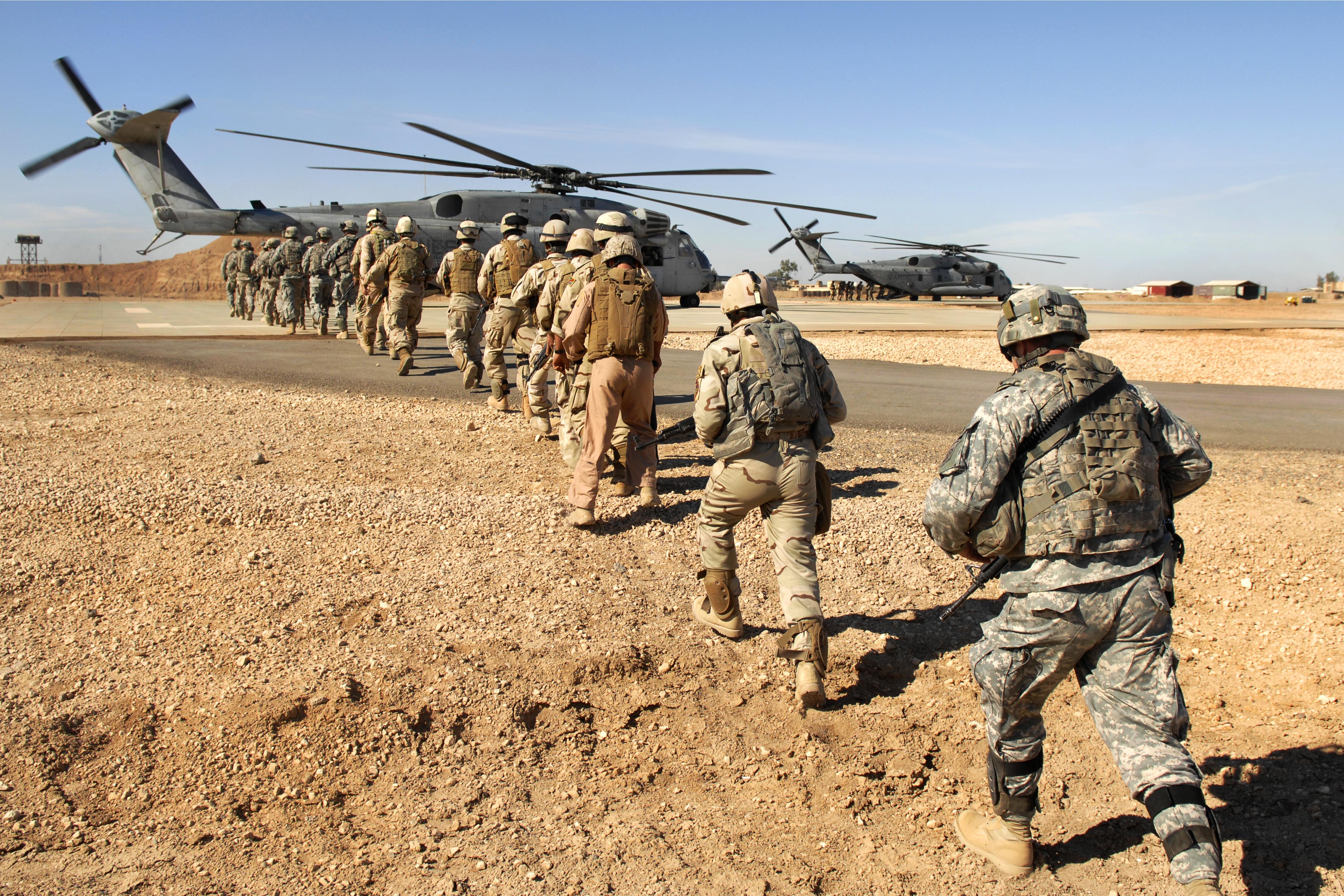

لشکر ۸۲ هوابرد (به انگلیسی: 82nd Airborne Division) از لشکرهای پیاده‌نظام هوابرد نیروی زمینی ایالات محتده و تحت امر سپاه هجدهم هوابرد است، که در عملیات حملات چتربازانه به مناطق شدیداً متخاصم تخصص دارد و لازمه وزارت دفاع آمریکا برای آن «پاسخ به احتمالات وقوع بحران در هر نقطه جهان در عرض ۱۸ ساعت» است. لشکر ۸۲ام هوابرد در فورت برگ، کارولینای شمالی مستقر است. این لشکر از نظر استراتژیک، متحرک‌ترین لشکر ایالات متحده آمریکا است. جدیدترین عملیات آن در عراق، در مشاوره و یاری نیروهای امنیتی عراق بوده است.
این لشکر ایالات محتده در ۵ اوت ۱۹۱۷ کوتاه مدتی پس از ورود آمریکا به جنگ جهانی اول تشکیل شد. ۲۵ اوت ۱۹۱۷ در کمپ گوردون جرجیا سازماندهی شد و ممتازی در جبهه غربی واپسین ماه‌های جنگ جهانی اول جنگید.
این لشکر در ۲۵ اوت ۱۹۱۷ در کمپ گوردون، جورجیا، واقع در شمال آتلانتا، سازماندهی شد. این منطقه با یک نشانگر تاریخی در فرودگاه پیچتری دیکلب مشخص شده است. کمپ گوردون جنگ جهانی اول و فورت گوردون امروزی (شهرستان ریچموند) مکان‌های متفاوتی هستند و نباید با هم اشتباه گرفته شوند. لشکر ۸۲ پیاده بعداً در ماه‌های پایانی جنگ جهانی اول با افتخار در جبهه غرب خدمت کرد. از آنجایی که اعضای اولیه آن از هر ۴۸ ایالت بودند، این لشکر لقب All-American را به دست آورد که اساس "AA" روی نشان شانه آن است. این لشکر بعداً در جنگ جهانی دوم خدمت کرد، جایی که در اوت ۱۹۴۲، به عنوان اولین لشکر هوابرد نیروی زمینی ایالات متحده بازسازی شد و در طول جنگ در نبردهای متعددی جنگید.